# Rätt väg för Gullspångs kommun
RÄTT VÄG för Gullspångs kommun är ett lokalt politiskt parti i Gullspångs kommun, bildat 2006.  Partiledare är Bengt O Hansson.
I valet 2006 erhöll partiet 431 röster, vilket motsvarade 12,36 procent. Därmed blev man, med fem mandat, tredje största parti i Gullspångs kommunfullmäktige.
I valet 2010 halverade partiet sitt väljarstöd. Med 209 röster, motsvarande 6,01 %, fick man behålla två mandat som tillföll förra socialdemokratiska kommunalrådet Hans-Göran Larsson och Ulf Karlsson. Samtliga de tio kandidaterna på valsedeln var män, ingen av dem under 30 år.
I valet 2014 gick partiet fram något och fick 214 röster, motsvarande 6,39 %. Man hade nu lyckats engagera några kvinnor på valsedeln och hade totalt 12 namn på listan. Hans-Göran Larsson och Bengt O Hansson fick partiets två platser i kommunfullmäktige.
Partiet beslutade att inte ställa upp i valet 2022.